# Rückert
Rückert ist ein deutscher Familienname.

## Namensträger

### A
- Axel Rückert (* 1946), deutscher Manager

### B
- Bernd Rückert (1953–2019), deutscher Maler und Grafiker
- Birgit Rückert (* 1961), deutsche Kulturmanagerin, Schriftstellerin

### C
- Carl Rückert (1883–1973), deutscher Justizbeamter und Politiker
- Corinna Rückert (* 1965), deutsche Kulturwissenschaftlerin und Autorin

### D
- Daniel Rückert (* 1969), deutscher Informatiker

### E
- Eduard Rückert (1822–1880), Jurist und Mitglied des Deutschen Reichstags
- Elfriede Rückert (1918–2016), deutsch-österreichische Schauspielerin
- Ernst Rückert (1886–1945), deutscher Schauspieler
- Ernst Ferdinand Rückert (1795–1843), Arzt, medizinischer Schriftsteller und Übersetzer

### F
- Frank Rückert, (* 1961), deutscher Diplomat
- Friedrich Rückert (1788–1866), deutscher Dichter, Übersetzer und Begründer der deutschen Orientalistik
- Friedrich Rückert (Maler) (1832–1893), deutscher Landschafts- und Tiermaler
- Friedrich Rückert (Hockeyspieler) (1920–2011), österreichischer Hockeyspieler, 1948 Olympiateilnehmer

### G
- Gaby Rückert (* 1951), deutsche Sängerin
- Georg Rückert (Schauspieler) (1878–1932), deutscher Schauspieler
- Georg Rückert (Politiker) (1901–1990), deutscher Jurist und Politiker (SPD), Oberbürgermeister von Ingelheim
- Georg Rückert (Pfarrer) (1914–1988), deutscher evangelischer Pfarrer
- Gertrud Rückert (1917–2011), Gründerin des Philadelphischen Jahrs
- Günter Rückert (* 1952), deutscher Maler, Karikaturist, Grafiker, Autor und Regisseur

### H
- Hanns Rückert (1901–1974), deutscher Kirchenhistoriker
- Hans Rückert (Politiker), deutscher Politiker (CDU)
- Hans Rückert (Musiker) (* 1950), deutscher Bassposaunist, Dirigent und Hochschullehrer
- Harald Rückert (* 1958), deutscher Geistlicher, Bischof der Evangelisch-methodistischen Kirche
- Heinrich Rückert (1823–1875), deutscher Geschichtsschreiber und Germanist
- Heinz Rückert (1904–1984), deutscher Opernregisseur

### I
- Ingrid Rückert (* 1954), deutsche Bibliothekarin

### J
- Jana Rückert-John (* 1969), deutsche Ökotrophologin, Sozialwissenschaftlerin und Hochschullehrerin
- Joachim Rückert (* 1945), deutscher Rechtshistoriker
- Jochen Rückert (* 1975), deutscher Musiker
- Johannes Rückert (1854–1923), deutscher Anatom
- Joseph Rückert (1771–1813), deutscher Mönch und Erzieher

### K
- Klaus Rückert (Psychologe) (* 1947), österreichischer Psychologe
- Klaus Friedrich Rückert (1947–2020), deutscher Chirurg und Verbandsfunktionär
- Klaus Rückert (Ingenieur) (* 1955), deutscher Bauingenieur und Hochschullehrer
- Klaus Michael Rückert (* 1967), deutscher Politiker (CDU)

### L
- Leopold Rückert (1881–1942), deutscher Politiker (SPD)
- Leopold Immanuel Rückert (1797–1871), deutscher protestantischer Theologe
- Lore Rückert (1896–1947), deutsche Opern- und Operettensängerin und Schauspielerin
- Ludwig Rückert (1894–1971), deutscher Richter am Bundessozialgericht

### M
- Manfred H. Rückert (* 1959), deutscher Science-Fiction-Autor
- Maria Magdalena Rückert (* 1960), deutsche Historikerin

### O
- Otto Rückert (1927–2002), deutscher Historiker

### P
- Peter Rückert (* 1963), deutscher Historiker und Archivar

### R
- Rainer Rückert (1931–2022), deutscher Kunsthistoriker
- Ria Picco-Rückert (1900–1966), deutsche Malerin
- Rudolf Rückert (1929–2021), deutscher Kommunalpolitiker (CDU), Oberbürgermeister

### S
- Sabine Rückert (* 1961), deutsche Journalistin
- Stanislaus Rückert (1649–1734), preußischer Akzisedirektor und Stadtrat in Berlin, siehe Stanislaus Rücker
- Stefan Rückert (* 1952), deutscher Fußballspieler

### T
- Thomas Rückert (* 1970), deutscher Jazzpianist

### W
- Wolfgang Rückert (* 1942), deutscher Politiker (CDU), Staatssekretär